# The Mask (film)
För filmen Mask från 1985, se Mask (film).
The Mask: Zero Till Hero är en amerikansk komedi från 1994 som är regisserad av Chuck Russell med Jim Carrey i huvudrollen. Filmen hade Sverigepremiär den 25 december 1994.

## Handling
Stanley Ipkiss jobbar som banktjänsteman när en vacker ung kvinna, Tina Carlyle, en dag kommer in och ber om hjälp. Kvinnan flörtar med Stanley som inte märker att hon riktar en kamera mot bankvalvet för att rekognosera inför ett kommande rån. Senare följer Stanley med sin mångårige medarbetare Charlie Schumacher till en nattklubb där Stanley inte släpps in av en av klubbens dörrvakter. Till råga på allt så hamnar Stanley mitt framför den bil som Tina Carlyle kommer körandes i. På vägen hem från nattklubben så hittar Stanley en trämask i floden som han hoppar i och tar upp. Det hela slutar med att Stanley kastar tillbaka trämasken i floden.

## Rollista (i urval)
- Jim Carrey – Stanley Ipkiss/The Mask.
- Cameron Diaz – Tina Carlyle
- Peter Greene – Dorian Tyrell
- Richard Jeni – Charlie Schumaker
- Peter Riegert – Lt. Mitch Kellaway
- Ben Stein – Dr. Arthur Neuman